# 今日の香港、明日の台湾、明後日の沖縄
今日の香港、明日の台湾、明後日の沖縄（きょうのほんこん、あすのたいわん、あさってのおきなわ、繁: 今日香港，明日臺灣，後天沖繩）とは、中華人民共和国の膨張を表す言葉。台湾メディアでは「香港の次は、中国は台湾を侵略し、その次は日本の沖縄である」と解釈され報道されており、中国共産党の香港と台湾に対する政治、安全保障、経済、自治権、民族主義、浸透工作等の情勢は沖縄にも影響を及ぼすとされる。ひまわり学生運動、雨傘運動で使われた今日の香港、明日の台湾が日本語に輸入された。

## 概要
2019年-2020年香港民主化デモ、その後の米中新冷戦、中国海警局の武器使用権限を明記した「海警法」の施行 など東アジア情勢が緊迫する中、日本にこの用語が輸入され、今日の香港、明日の台湾、明後日の沖縄というスローガンとして、著名人、新聞の中で使用されるようになっている。台湾では繁体字で今日香港，明日台灣，後天沖繩でありニュースで取り上げられている。今日の香港、明日の台湾、明後日の沖縄以外には、新疆ウイグル再教育収容所をふまえ昨日のウイグル、今日の香港、明日の台湾、今日の香港、明日の台湾、明後日の日本 などの応用例も見られる。
ネット上では、五星紅旗を身につけた「死に神」が、新疆やチベット、香港、台湾、沖縄、北海道と書かれた扉をノックしていくイラストも出回っている。

## 日本国内での言及

### 保守言論による言及
産経新聞出版書籍編集部では今日の香港、明日の台湾、明後日の沖縄として門田隆将の討論番組をYouTubeで公開した。
太田文雄によれば、中国共産党機関紙、人民日報系の環球時報に「2006年3月4日に沖縄では住民投票が行われ、その結果75%の住民が独立を求め中国との自由交流の再開を要求、残りの25%が日本への帰属だが自治を求めた」との記事が掲載された。太田は中国人による沖縄県への認識を今日の香港、明日の台湾、明後日の沖縄の語に言及しながら語っている。環球時報の沖縄独立に関する記事は、唐淳風による論が元となっている。また、中国には沖縄が中国領だと主張する中華民族琉球特別自治区準備委員会という団体もあり。
長島昭久は、香港情勢に触れながら今日の香港、明日の台湾、明後日の沖縄の語を引用し自由で開かれたインド太平洋戦略の重要性を主張した。
2020年11月17日、アジア地方議員フォーラム実行委員会の主催で、英国のパトリック・スプラント（Mr.Patrick Sprunt）元英国外務省職員、台湾林晋章（元台北市議員）、沖縄砥板芳行（石垣市議会議員）、中山泰秀（衆議院議員・防衛副大臣）、櫻井よしこらの討論による「香港・台湾・沖縄を考えるフォーラム」が開催されている。砥板は台湾とは尖閣諸島をめぐり軋轢もあったが平和的な解決に持ち込めたことに触れ、中国も人権、法の支配など国際協調主義に導くべきだとした。一方、スプラントは今日の香港、明日の台湾、明後日の沖縄は順番が違い、尖閣諸島が先であろうと予想した。
黄文雄は「香港の次は台湾、その次に中国は沖縄を狙っています」としている。
蔡英文後援会の趙中正は「共産党の牙は香港の次に必ず台湾に向き、その次は日本だ。今日の香港で起きていることは明日の台湾、明後日の沖縄で起きうる」と述べた。
金美齢は「日台は運命共同体」であり「日本は台湾とともにある」ことが台湾のみならず日本を救うことであり、中国共産党創設百周年を機に今日の香港、明日の台湾、明後日の沖縄を胸に刻むべきと述べた。
2021年5月18日、日本ウイグル協会理事のレテプ・アフメットは、香港国際連帯キャンペーン、ミルクティー同盟の討論会において今日の香港、明日の台湾、明後日の沖縄というフレーズに対し、「中国共産党の都合のために、何百万という人を拘束したり、拷問したり、伝統文化を壊したり、内部でそういうことをしてきた政権というのは、そういうことを外部にもやります。甘く見ないで欲しい」と述べた。

### リベラル言論による言及
リベラル言論においては、香港、台湾、沖縄はそれぞれ、中国政府と日本政府により自治権を奪われているといった文脈で在日米軍基地問題や普天間基地移設問題と関連して語られることが多い。2020年7月11日に行われた「香港×台灣×沖縄の若者と考える 「香港国家安全維持法」をめぐって」 の、阿古智子、伯川星矢、小松俊、元山仁士郎の参加したオンライン討論会では、元山仁士郎は沖縄の自治権を主張した。
2021年4月3日、「香港、台湾、沖縄、そして「日本」－新たな世界を夢想するオンライン対話」では、呉叡人、松島泰勝、深尾葉子、駒込武が討論した。松島泰勝は琉球民族の自己決定権を主張した一方、呉叡人は現実主義として自由で開かれたインド太平洋戦略を支持した。
野嶋剛は、香港と台湾は中国に対し日本を含めた外国がどう向き合うか先が見える「坑道のカナリア」であると述べている。その点において「一昨日のチベット・ウイグルは、昨日の香港、今日のウクライナ、明日の台湾、明後日の日本」と述べている。

## 海外での言及
2014年7月、中国民主活動家の陳破空は中国共産党が外的に強硬な姿勢が目立つようになったことについて、ウイグルやチベット、天安門事件など内側の独裁から「東シナ海では日本、南シナ海ではインドやフィリピンへの圧力を強めていますが、内への独裁から外への独裁に変化しているのです」と述べている。
2019年9月3日、香港メディアの香港01は漫画家清水ともみの『私の身に起きたこと とあるウイグル人女性の証言』の漫画を紹介し、メヒルグル・トゥルスンの新疆ウイグル再教育収容所での体験を取り上げた。ネット民の間で今日のウイグル、明日の香港、明日の沖縄という言葉が広まっていると紹介した。
2020年1月13日、風傳媒はNATOにより強く結束されたヨーロッパの安全保障と、日米安保条約、米韓相互防衛条約、ANZUS、台湾関係法など個別に安全保障の条約や法律が結ばれ、GSOMIA破棄に関する問題が起きる東アジアとの情勢の違いにふれ、今日の香港、明日の台湾、明後日の沖縄のフレーズが日本で広まっていると報道した。
2020年9月18日、産経新聞、台北支局長の矢板明夫は台湾メディアの年代電視台に出演し、正論の2020年1月号増刊 台湾危機を紹介しながらこの語に触れた。
2021年3月28日、香港の英字誌、サウスチャイナ・モーニング・ポストは中国が台湾を攻撃した際は日本にある米軍基地も攻撃される可能性を指摘した。
2021年4月16日、フランスのル・モンド誌は社説で、台湾問題に触れ、台湾の国際的なイメージは、新型コロナウイルス感染症への優れた対応、経済の繁栄、最先端の半導体産業といった島自体の資産のおかげだけでなく、中国の侵略の影響もあり、ここ数カ月で大きく強化された。西洋人は「中国のモンロー主義」の実施を恐れており、19世紀初頭のアメリカ大統領と同様に、中国は自分たちの身近な環境に介入できる唯一の正当な存在であると判断している。昨日は南シナ海、今日は香港、明日は台湾…明後日は沖縄列島ではないかとした。
2021年5月18日、劉仲敬は今日の香港、明日の台湾、明後日の沖縄のスローガンに対して、昨日の上海、一昨日の南粤であるとし諸夏主義で国を取り戻すことが極東の安定につながるとした。
2021年10月19日、インド政策研究センター教授のブラマ・チェラニは、台湾が占領された場合、死活的に重要な地域における航行自由が損なわれ、インド太平洋地域のパワーバランスが変わる。「次は沖縄」かもしれないと述べた。
2021年11月1日、台湾駐日代表の補佐官や台北駐ボストン経済文化弁事処の副処長、台湾総統府で機要室長を務めた陳銘俊は『日本と台湾は、これまでずっと助けあって来ました。世論調査では台湾人が一番好きな国はいつも日本です』『中国は「一国二制度」を英国と50年間守ると約束していたにもかかわらず、香港から自由を奪ってしまいました。あの時、ささやかれた「昨日のウイグル、今日の香港、明日の台湾、明後日の沖縄・九州」という言葉がいま不気味な現実味を帯びつつある。』と述べている。
2021年11月26日、オーストラリアのビーター・ダットン国防相は「台湾が取られたら次は尖閣になるのは確実だ」と述べ、中国が武力などを通じて台湾の支配に成功すれば、次は沖縄県の尖閣諸島とした。
2021年12月16日、台湾国防安全研究院の王尊彦研究員は南西諸島の自衛隊配備に関し「日本も台湾も、中国の脅威に直面している。香港の問題が起きたとき、これは明日の台湾、明後日の日本だという声も出た。お互い、防衛交流や情報交換が重要だ。日本で、台湾有事に対する関心が高まっていることに、台湾の人々は感謝している」と語った。
2022年1月6日、アメリカハドソン研究所アジア太平洋安全保障議長パトリック・クローニンは「私は中国共産党幹部から直接『沖縄は中国の一部だ』と言われた。」と述べた。
2022年10月7日、台湾の国防部のシンクタンクである国防安全研究院はレポートにて、沖縄県民が中国の軍備増強に不安を感じていることを取り上げ、「台湾を支配すればつまり、前述の沖縄に加え、中国政府が沖縄に対する野心を示すための踏み台にする」とし、沖縄の運命は、台湾の情勢の変化により影響を受ける可能性を述べた。

## 中華人民共和国による浸透工作

### 香港
1967年には六七暴動で、中国共産党の影響下にある住民を中心にした暴動が発生したが、周恩来が「長期的な利益から香港を回収しない方針」を明らかにしたことから収束した。
1997年7月1日の香港返還後には、香港メディアの中国資本による買収や中国系企業の広告主への配慮により報道内容の親中国化が進んでいた。
最終的には、反中国政府寄りの報道は蘋果日報とネットメディア立場新聞など少数になったが、蘋果日報は2021年には創業者黎智英が逮捕され禁固刑になるなど圧力を極度に強まっていた。蘋果日報は最終的に2021年6月24日で廃刊となった。2021年12月29日には立場新聞も廃刊に追い込まれ関係者が逮捕された。
2014年の雨傘運動では、香港デモ鎮圧の切り札はスパイ活動であり、人民解放軍が香港に設けた盗聴の拠点から電話内容や電子メールを傍受し、民主派議員に本国の尾行要員を張り付けるなどをしていた実態が明らかとなった。
2019年に中国共産党スパイでオーストラリアに亡命した王立強は香港の亜洲電視の幹部が人民解放軍の要職を兼務しているとし、香港メディアは毎年、中国共産党から5000万人民元の出資を受けて支配されていると告発した。
王立強は香港の高等教育機関への浸透は主要な活動の一つであり、奨学金、旅行助成金、同窓会組織、教育基金を使って、中国大陸の出身の学生を香港での浸透に利用する。中国共産党は、一部の学生を学生団体に参加させ、香港独立を支持するふりをさせ、独立派の社会活動家の情報を入手し、個人や家族の経歴を開示させるなどの活動を行っていた。銅鑼湾書店事件での関与も暴露した。
2019年11月、香港民族党の陳浩天は沖縄県民に対し、ビデオメッセージで「（沖縄の）独立を求める人々のお気持ちは理解できますが、中国を信用しないで下さい。」と述べた。
2021年4月、カナダへ移住した香港人の周竪峰は香港民主派たちへのスパイ活動を迫られており、「『中国を背景に持つ人物』からの要請を受けた」と述べた。
2021年5月10日には、国家安全法違反という理由で9冊の書籍が香港の公共図書館から撤去された。
2021年11月23日には、香港独立を主張した元学生動源代表の鍾翰林（20）に対し、懲役3年7カ月の実刑判決が出ている。
2021年11月23日、「愛国者による統治」や、中国や香港への「忠誠心」を基準とした審査を通過しなければ選挙に立候補できない制度が導入された結果、香港民主派当選者がゼロという選挙結果となった。

### 台湾
台湾には、中華人民共和国による両岸統一を主張する政党、中華統一促進党や団体の中華愛国同心会などが存在し、中国共産党の影響を受けているとされ反浸透法が成立した背景の一つとなっている。
ネットメディアの新頭殼は、2012年3月の福建省長が台湾を訪問した際、福建省人民政府と厦門市が中国時報に対して行った「報道の買い付け」の実態を暴露した。
台湾と福建省は文化面での共通点が多いことから、中国共産党中央統一戦線工作部の台湾向けの拠点になっているとされる。
中国ビジネスに依存している旺旺集団の蔡衍明は、中国時報グループを2008年に買収した。その後、中国寄りの報道が急増したことが指摘されている。中国時報グループの中天電視は、監督機関「国家通訊伝播委員会」から報道内容に関する処罰を複数回受け、2018年の高雄市長選の際に対中融和路線を主張する韓国瑜候補に関する内容が9割を超えていたことなどがあった。2020年12月には6年ごとの放送免許の更新が認められなかった。
王立強は韓国瑜を選挙で当選させ最終的に中国共産党が台湾を支配することに貢献するために、龔青という人物が台湾の選挙を操作する責任者であったと語った。台湾の選挙を操作するための作戦として、2018年に民進党を攻撃するためのネット企業に資金を提供し、20万以上のネットアカウントを作成して韓国瑜のファングループを立ち上げたり、学生グループなどを組織したとした。中天、中視、東森、TVBSなどに15億元以上を投資し、中時旺旺が主要な味方であるとした。

### 沖縄
2016年、日本の公安調査庁は、沖縄の日本からの分離運動を中国が支援しているとする報告書を表した。中国は大学及び調査センターを通じて沖縄の日本からの独立を目指して闘う集団とつながりを持っているという。
中国には、琉球独立を支持する唐淳風といった学者や、中華民族琉球特別自治区準備委員会という中国による沖縄の領有化を主張する団体が存在する。
中国軍事評論員で中国人民解放軍国防大学教授を歴任した張召忠は、尖閣諸島だけでなく、先島諸島も中国領土であると主張している。
米シンクタンクの戦略国際問題研究所によれば「日本における中国の影響力は他の民主主義国に比べて限定的」であるが、注力は沖縄であり中国官製メディアの環球時報、人民日報などが、日本の沖縄主権に疑問を投げかける論文を何度も掲載していると述べた。
2019年7月、日本沖縄政策研究フォーラムの仲村覚は、ロバート・カジワラが2019年6月の国連人権理事会で「日本は琉球人の大量虐殺を隠すため沖縄戦を利用した」と発言した ことに対し、2012年から琉球独立運動に関し中国の影響を指摘した。
一方、在日中国人が沖縄に定住し、米軍基地や自衛隊基地などの周辺の土地を購入する現象も、中国の沖縄掌握を研究している防衛省や自衛隊、学者たちの注目を集めている。米国議会の米中経済安全保障調査委員会による2016年3月の報告書でも、中国は沖縄の親中派勢力を支援することで沖縄の独立運動を推進しているだけでなく、中国のスパイが沖縄に潜入して独立運動を推進・参加していると指摘されている。
2021年6月、尖閣諸島で漁を行う仲間均石垣市議員が、インターネット上で「政府の支援を受けた攻撃者」からGmailアカウントのパスワードを盗まれそうになったとツイッターで明かした。過去には、香港の民主自決派の黄之鋒 や香港本土派の梁頌恆、海外のジャーナリストや著名な大学教授などが同じ攻撃を受けている。
2021年10月、軍事学校戦略研究所(IRSEM)は中国が潜在的な敵の弱体化を狙い、沖縄独立と仏領ニューカレドニアで独立派運動をあおっていると指摘した。中国にとって沖縄は「日本や在日米軍を妨害する」意図があるとした。
2023年7月の玉城デニーの訪中に関し、台湾メディアの報導者は玉城デニーが北京の琉球人墓地を訪れたことが中国共産党による沖縄認知戦に利用された可能性を報道した。(詳細は玉城デニー#中国による沖縄認知戦関連)

### 日本本土
2021年4月20日、宇宙航空研究開発機構など国内約200の企業や研究機関へのサイバー攻撃に関与した疑いとして、元中国人留学生の中国共産党員が書類送検された。中国人民解放軍のサイバー攻撃専門部隊「61419部隊」の関与が疑われている。
2019年12月25日には、東京地検が秋元司衆院議員を統合型リゾート施設事業の中国企業からの収賄で逮捕した。そこには、古くからある日中友好団体が聞きなれない新しく組織された日中友好団体の関係も指摘されている。

### その他
オーストラリアの学者、クライブ・ハミルトンは中国によるオーストラリアの浸透策を扱ったサイレント・インベージョンを執筆した。
サイレント・インベージョンは台湾向けの中国語版を出版する際に台湾の出版社が中国当局の圧力を受けたという。オーストラリアの中国語メディアは3分の2以上が中国政府によって介入をうけ中国共産党中央統一戦線工作部が関わっているとされた。
オーストラリアに亡命した王立強事件では香港と台湾、オーストラリアのすべてで潜入工作や妨害工作に関与したことを王立強は認めた。2019年のオーストラリアでは、中国当局がメルボルン在住の中国人を100万豪ドルでビクトリア州のチホルム議会選挙区の選挙に立候補させようとした中国当局によるオーストラリア議会への浸透疑惑事件が注目された。
カナダでは2015年に譚耕が中華人民共和国の出身者として初めて下院議員に当選した。しかし、2018年1月に中国人ビジネスマンの資金供与を受ける形で中国渡航を行ったことや、中国大使館への口利きを行っていたこと、さらにはしばしば中国に赴き中国共産党の政府関係者と接触したいたことなどがスキャンダルとなった。
パンダの爪が執筆された背景でもある。
アメリカ国防総省顧問のマイケル・ピルズベリーは、中国崩壊論は統一戦線工作部が意図的に広めたものだとした。

## 沖縄県内で意見差
沖縄の中でも論調が異なる。特に離島と沖縄本島において意見差が大きいとされる。沖縄タイムスでは、香港を取材した大袈裟太郎の「右か左かじゃなくて、自由対不自由。個人の権利を守る闘いだから辺野古と全く一緒なんだよ。一緒にやろうよ」という言葉を引用している。
一方、先島諸島、特に八重山諸島では尖閣諸島問題が身近であるという背景があり、香港での民主派の弾圧は「石垣市の尖閣諸島周辺で日本の漁業者を威嚇し、自国の権益を拡大しようとする中国公船の活動に通じるものがある。」と八重山日報は言及している。また、沖縄の基地反対派が「条例改正を求める中国政府の強権的な姿勢は、米軍普天間飛行場の辺野古移設を強行する日本政府と同じだ」と主張していることに対し、報道の自由の有無の観点から「沖縄の基地反対運動と香港の民主化運動は全く背景が異なる」と言及している。
2020年5月8日、中国公船2隻が日本漁船を尖閣諸島の領海内で追尾する事件が発生した。これに対し、玉城デニー沖縄県知事は「中国が沖縄を侵略している事実はありません」とTwitterで発信し、批判が殺到した。仲新城誠は沖縄本島の世論やメディアが宮古島、八重山諸島の先島諸島住民に冷淡である理由は琉球王国時代の人頭税から続く離島差別も関係していると述べている。
沖縄県議会でも、石垣市区選出の大浜一郎は「知事は前知事から離島軽視も引き継いでいるのか。『与那国は知事からネグレクト（無視）されている』という寂しい声が聞こえた。チムグクルは八重山に向けられているのか」と述べており、沖縄本島と先島諸島とは尖閣諸島問題をめぐり溝が深まっているとされる。
沖縄県議会でも保守と革新の対立の中で「中国から侵略されるぞ」とヤジが飛ぶ状況になっている。
八重山日報は2020年11月28日社説で「沖縄がこれまで以上に主体的に尖閣諸島の情報発信に取り組み、さらには香港や新疆ウイグル自治区などの人権問題を追及し、台湾との連携強化を叫べば、尖閣を狙う中国に対する確実な牽制になる。」と主張した。2020年12月5日には「香港の次は台湾」、「台湾有事は沖縄有事」と指摘する声を紹介している。
2021年12月、与那国町の町長である糸数健一は「目の前の台湾が親日だから、安心して暮らせる。中国に統一されたら、地政学的にみて、与那国島は金門島のような存在になってしまう。過去、ベトナム難民が与那国に漂着したこともある。台湾有事になったら、その比ではないだろう」「台湾も必死。お願いだから、台湾を見捨てないで欲しいと思っている。与那国を守ることは日本を守ることではないのか」と述べた。糸数は与那国島への自衛隊配備の賛成派として知られている。

## 尖閣諸島と離島防衛

### 保釣運動
尖閣諸島については、中国以外に台湾と香港でも保釣運動と呼ばれる尖閣諸島の民間活動が存在する。
香港では保釣行動委員会、台湾でも複数の団体が存在する。
香港民族主義、台湾民族主義が高まり、大中華主義への抵抗感が若者を中心に出ていることにより、中国本土、香港、台湾間での保釣活動での連携は弱くなってきている。

### 自衛隊離島奪還訓練
2021年5月17日には、先島諸島への攻撃を想定し自衛隊、フランス陸軍、米海兵隊で離島奪還の訓練を行った。
それ以前にも、米軍と自衛隊の共同訓練が何度も行われている。

### 中国軍の先島諸島周辺展開
第一列島線越えを目標として、中国海軍が先島諸島周辺に爆撃機や空母を派遣している。
中国H-6爆撃機が初めて沖縄本島-宮古島間を通過したのは2013年7月であり、その後2020年2月9日までに通算55回となる。
中国海軍の空母遼寧が最初に沖縄本島-宮古島間を航行したのは、2019年6月であり、その後2020年4月11日までに4回目航行している。

### 尖閣諸島への領海侵犯
2021年5月現在、毎月3回程度の頻度で中国公船は領海侵入を繰り返している。

### 住人避難
宮古島約4万9千人、石垣島約4万8千人、奄美大島約5万8千人の人口が2021年現在いる。人民解放軍による攻撃を想定した場合にこの人数の住人をどうやって島外へ避難させるかが課題となっている。台湾有事では、南西諸島が戦場になる可能性が高く、沖縄県民140万人、先島諸島約10万人を安全に避難させるかなど課題は山盛りである。

### 中国のミサイル発射
2022年8月5日、与那国島の60-80kmの距離に弾道ミサイルが相次いで落下した。ナンシー・ペロシ米下院議長が8月に台湾訪問に反発してのものだった。台湾を取り囲むようにミサイルを発射し、一部は与那国島付近であった。中国軍の少将で国防大学の孟祥青教授は「日本も対象」との見解を示した。

### 避難シェルター
2023年1月4日、沖縄県与那国町議会は国に避難シェルター要請へを行った。

### 中国、人民解放軍のドローン
沖縄県周辺にに中国、人民解放軍のドローン、無人機がたびたび飛行しており、情報安全保障研究所首席研究員の山崎文明は「TB-001Aという偵察・攻撃型ドローンが配備されているのですが、すでに沖縄本島や宮古島周辺を飛行しています。制圧作戦を行うにあたり、最適な高度、季節風、天気などのデータを収集していると思われます」と述べている。
ドローンは日本の沖縄県だけでなく台湾でも数多く確認され、2022年9月2日には福建省の金門島周辺に飛来のドローンを台湾軍が初めて撃墜することも行われた。

## 軍事、地政学観点
英国王立防衛安全保障研究所の日本特別代表秋元千明によれば、地政学観点からは、沖縄は中国海軍が「沖縄県の宮古島と沖縄本島の間の広い海域を抜けるルート」となるため、中国が沖縄県の一部の領有を主張する背景には太平洋進出の拠点を確保しようとする軍事的思惑があることは間違いないとしている。
2019年6月には日本から元自衛艦隊司令官の香田洋二、米国から元在沖海兵隊外交政策部次長のロバート・D・エルドリッヂ、台湾から元国防部長の蔡明憲、警察大学教授の李明崚の日本、米国、台湾の軍事専門家でのフォーラムが開催され、中国が台湾に侵攻する場合、先島諸島に軍事攻撃を行うと予想も想定された。
中山義隆石垣市長は、尖閣諸島が中国に占領された場合、尖閣諸島を起点に挟み撃ちにして中国が台湾を軍事攻撃する可能性に島田勝也、浦添市長の松本哲治との対談の中で言及した。
中山泰秀防衛副大臣は米シンクタンク、ハドソン研究所のリモート討論で台湾を友達よりもより親密な「家族」だと形容し、「台湾に何か起これば、それは沖縄県に直接的に影響を与える」と述べた。中華人民共和国外務省報道官は「日本は台湾問題の言動に注意すべき」と抗議した。
2021年7月5日、麻生太郎副総理兼財務相は香港に対する中国の強権的統治に対し「同じことが台湾で起きない保証はないと考えると、台湾の次は沖縄」「台湾海峡は石油に限らず日本の多くの輸出入物資が通る」と述べた。これに対し、環球時報国際版のGlobal Timesは「日本が中国のレッドラインを越える限り、人民解放軍は反撃するしかない。」とした。2021年7月6日、中国外務省の趙立堅副報道局長は「誤っており、危険だ」「一部の（日本の）政治家は今日もまだ台湾に欲を持っている。歴史から教訓を得ていないことを見せている」と述べた。台湾の外交部の欧江安報道官は6日、国際社会や各界の友人が台湾海峡の平和と安定に引き続き関心を寄せているとして歓迎する立場を示した。
日本防衛省防衛研究所主任研究員山口信治はボイス・オブ・アメリカのインタービューに「中国が東シナ海や南シナ海で頻繁に行っている軍事演習は、日本に大きなプレッシャーを与えており、その結果、日本の当局者は、中国が強引に台湾に侵攻してきた場合、日本も参戦しなければならないという考えを受け入れている」「台湾海峡で戦争が起こった場合、地理的に最初の対応をしなければならないため、沖縄は重要な舞台である。さらに、軍事的な観点からも、第一列島線の重要性が増しています。米中の対立が深まれば深まるほど、沖縄の戦略的重要性は高まる。」と述べた。
山口信晴は、日米台の三国間軍事協力の必要性はすでに明らかになっているという。また、第一列島線の戦略的重要性や、中国が台湾海峡に大規模な侵攻を仕掛けてくる可能性が高まっていることを踏まえ、中国の侵略を抑止するためには、日米台の緊密な協力が必要であると述べた。
沖縄国際大学の野添文昭は、ボイス・オブ・アメリカとのインタビューで、「中国の軍事力の増大に伴い、西太平洋における米国の軍事的優位性は以前とは異なるものになっており、日本との軍事協力が不可欠であり、その中でも沖縄は最も影響を受けやすいと述べた。台湾で有事が発生した場合、日米政府間で協議の上、沖縄の基地からの反撃が必然的に行われ、その後、中国による嘉手納基地へのミサイル攻撃や沖縄各地へのサイバー攻撃が行われる。」と述べた。
台湾の蔡英文は2019年以降、日台間で安全保障対話を開始したいとの意向を示しており、日本の新内閣が発足した昨年、岸信夫防衛大臣は産経新聞を通じて、日米台で安全保障対話を開始することを期待すると述べた。
2021年7月7日、前統合幕僚長河野克俊は「日本は世界の安全保障の最前線にあり、台湾海峡問題の平和的解決が最大の前提条件だが、困ったときには台湾を支援することが日本の国益になる」「また、中国の海洋侵略に対抗するために、日本、米国、インド、オーストラリアが協力する枠組みである日米豪印戦略対話（Quad）の意義は、経済関係や互恵関係よりも、中国の海軍力を封じ込め、中国に価値観の変更を迫る軍事的な意味合いが強い」と述べた。
2021年12月1日、台湾の研究機関が主催するイベントでオンライン講演で、安倍晋三元首相は「台湾有事は日本有事だ。すなわち日米同盟の有事でもある。この認識を習近平国家主席（共産党総書記）は断じて見誤るべきではない」と述べた。同年12月15日、中国の馬暁光報道官は「台湾は中国の一部であり、日本の一部ではない」「軍国主義の衣鉢を継いで中国の主権や領土を破壊すると妄想し、勝手気ままに『台湾独立』勢力を支持するのならば、それは見込み違いだ」と反発した。これらの発言に対し元大阪府知事で弁護士の橋下徹は、「沖縄でどうするんだってことを本気で議論しなきゃ」「もし日米同盟に対する有事だってことになると確実に沖縄の米軍基地が攻撃されるんですよ」と述べている。
2022年3月5日自衛隊前統合幕僚長の河野克俊は「経済が発展した中国が海洋に進出するのは必然」と述べた。また、沖縄を含む日本列島と台湾が障害となり、「(中国は)沖縄占領はできるならやりたいと思っている」とした。

## 2022年ロシアのウクライナ侵攻との関係
2022年ロシアのウクライナ侵攻は、日本の沖縄県にとっても日本も軍事大国化した中国との間で尖閣諸島問題を抱えているため他人事ではないという意見がでている。中国はロシアの行動を擁護する姿勢を鮮明にしたためである。
森清勇は、琉球独立運動と中華民族琉球特別自治区準備委員会に触れウクライナとロシア、日本と中国の恐ろしい類似点があるとした。
アンドリー・ナザレンコは「ロシアがウクライナを占領すれば、中国は台湾侵攻を決め、沖縄や日本本土も標的になる可能性がある。」「中国船が尖閣諸島周辺で領海侵犯し、北朝鮮のミサイルも日本海に飛来しています。中国、ロシア、北朝鮮に囲まれた日本のほうがよっぽど危険です」と述べた。
台湾では今日のウクライナ、明日の台湾というスローガンがネット上で誕生した。
防衛研究所の米欧ロシア研究室長である飯田将史はウクライナ侵攻が台湾有事に与える影響は、ロシアのウクライナ侵攻がどのように帰結するかにかかっており、台湾に対する軍事的圧力、最悪の場合は軍事侵攻もありえ、南西諸島の防衛力強化に関する問題に関係してくるとした。
日本大学危機管理学部教授の吉富望は、沖縄では戦時下に島外から物資を補給することは難しく、台湾からの避難民も予想される。中国が台湾と沖縄に侵攻する際はウクライナよりも情勢が厳しくなると予想している。
また、2022年ロシアのウクライナ侵攻に影響により、自衛隊の「強化する」支持は33％に増、南西シフトを「よい」と回答した沖縄県民も57％に増加した。

## 香港から沖縄への移住者
香港国家安全維持法施行以降は、将来への不安や懸念から国外避難を決断し、沖縄移住を選択する人もいるという。移住コンサルティング会社の万国津梁(テイ・ダニエル社長）によれば、沖縄は香港とも地理的に近く、子弟が進学するインターナショナルスクールの費用が東京のそれよりも安くあがることも、沖縄への移住を選ぶ動機の一つである。また、移住したアート製作者の中には、沖縄が自由であることを挙げる者もいる。

## 香港から台湾への移住者
2021年現在、台湾は香港からの移民を歓迎している。2020年5月には、中華民国総統蔡英文が香港の企業や市民の受け入れ姿勢を示し、翌月には大陸委員会によって香港市民の移民窓口機関である「台港服務交流弁公室」が設置された。同年、香港から台湾に移住・亡命した市民は1万人以上に登り、2019年の移住人数のほぼ2倍を記録した。一方、台湾国内では、香港人の台湾への移住に関しては警戒する声がある。「台湾に移住した香港人が台湾を反共の拠点として利用しており、香港人が台湾に定住することで不動産価格が高騰し、台湾人の仕事が奪われることではなく、香港人の台湾定住により、中国共産党スパイの台湾に潜入する政治的・安全保障なリスクである」と言う声もある。
台湾で活動する香港出身の評論家、鄭立は、中国から台湾へと嫁いだ香港移民が、中国共産党による急進的な両岸統一を支持する中国生産党を結成し、台湾の立法会に立候補したことに触れて、「（中国）共産党勢力の侵略は世界中に広まり、台湾においても不安事項である」と述べた。葉承彥は「台湾は独立国であり、台湾独立に共感しない香港人の台湾定住を歓迎しない」と語った。
香港での反中運動や台湾・香港関係を研究している中央研究院台湾史研究所の呉叡人は、「台湾は過去に中国共産党の浸透度が高かったことがあり、それが台湾人の心にある種の恐怖感を生み出している」と語った。
これは、台湾で中国の干渉を阻止する反浸透法が成立 した背景となっており、クライブ・ハミルトンのサイレント・インベージョンが執筆された背景とも重なっている。
台湾の住民の大半は自分を中国人ではなく台湾人だと思っており。これに対し香港では、自分を中国人だと考える香港人が少なくないことへの不信感がある。

## 台湾と沖縄の関係

### 台湾が日本統治下にあった時期（1895年 - 1945年）
日本統治時代の台湾には、与那国と台湾の間には国境がなかったこともあり、八重山諸島には台湾系の移民もおり映画『海の彼方』として映画にもなっている。沖縄のパイナップルや水牛は台湾から入ったものである。戦前は沖縄の八重山の人にとって近いのは沖縄本島でも、九州でもなく台湾で台北であり就職のほか、急病人も台北に運ばれた。戦後、国境ができるにつれ文化的交流も疎遠になっていった。

### 中国国民党による独裁時代（1945年 - 1996年）
第二次大戦末期には中国国民党は、まだ台湾に移動していなかった。英国の最高機密文書「ウルトラ」によるとカイロ会談で、蒋介石とルーズベルトが密談し、ルーズベルトは蒋介石に「日本を敗戦に追いやった後、琉球群島をすべて中国にあげようと思うが、どう思うか」と何度も聞き、蒋介石は国共内戦の関係から断ったが、後に後悔を語ったという。
その後、1941年から1948年には喜友名嗣正は中華民国のスパイとして工作機関「琉球革命同志会」を立ち上げ久米三十六姓の歴史や中華民族の概念を用いながら大中華主義の観点から中華民国による沖縄吸収工作を行っている。当時の中国国民党は日本への沖縄返還までカイロ宣言とポツダム宣言による沖縄の地位の解決を主張し続けていた。

### 総統民選期以降（1996年 - ）
与那国島では台湾との交流特区を計画したが制度の壁にぶつかって実現しなかった。沖縄から台湾へ進学する学生も増えており台湾大学進学コースを用意する予備校もある。